# Дальняя Щелчиха
Дальняя Щелчиха — река в Змеиногорском и Локтевском районах Алтайского края. Устье реки находится в 3 км по правому берегу реки Ближняя Щелчиха, в 0,8 км северо-восточнее села Павловка, на высоте 274 м над уровнем моря. Длина реки составляет 18 км.

## Данные водного реестра
По данным государственного водного реестра России относится к Верхнеобскому бассейновому округу, водохозяйственный участок реки — Алей от Гилёвского гидроузла и до устья, речной подбассейн реки — бассейны притоков (Верхней) Оби до впадения Томи. Речной бассейн реки — (Верхняя) Обь до впадения Иртыша.